# Moryń
Moryń (německy Mohrin) je město ve gmině Moryń v okrese Gryfino v Západopomořanském vojvodství na severozápadě Polska. V roce 2014 ve městě žilo 1 600 obyvatel a jeho správní území měřilo 5,54 km².

## Název
Název Moryń se pro město používá od roku 1946. Po druhé světové válce se město několik měsíců jmenovalo Murzynowice a Murzynno.

## Historie

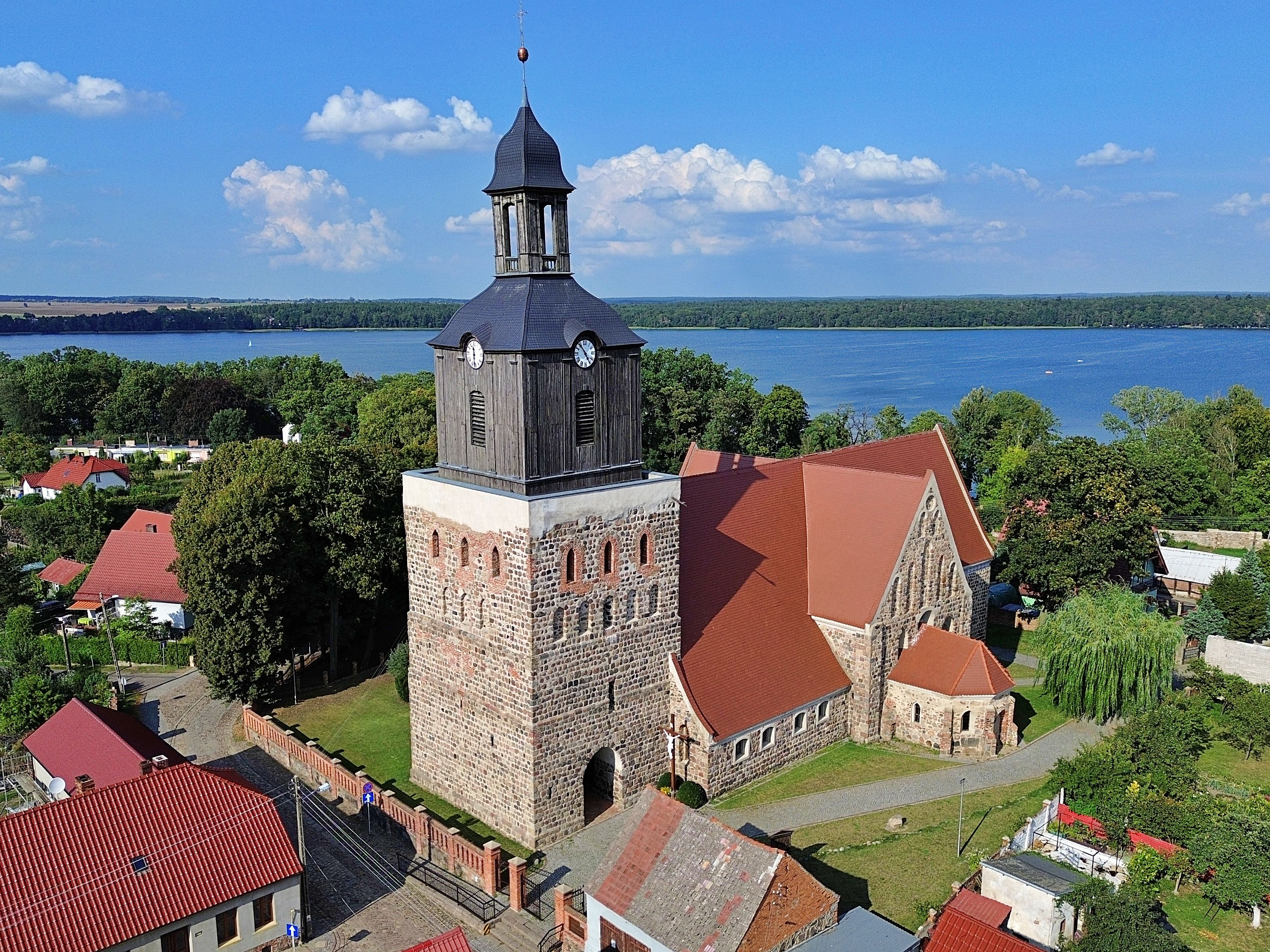
Kostel svatého Ducha

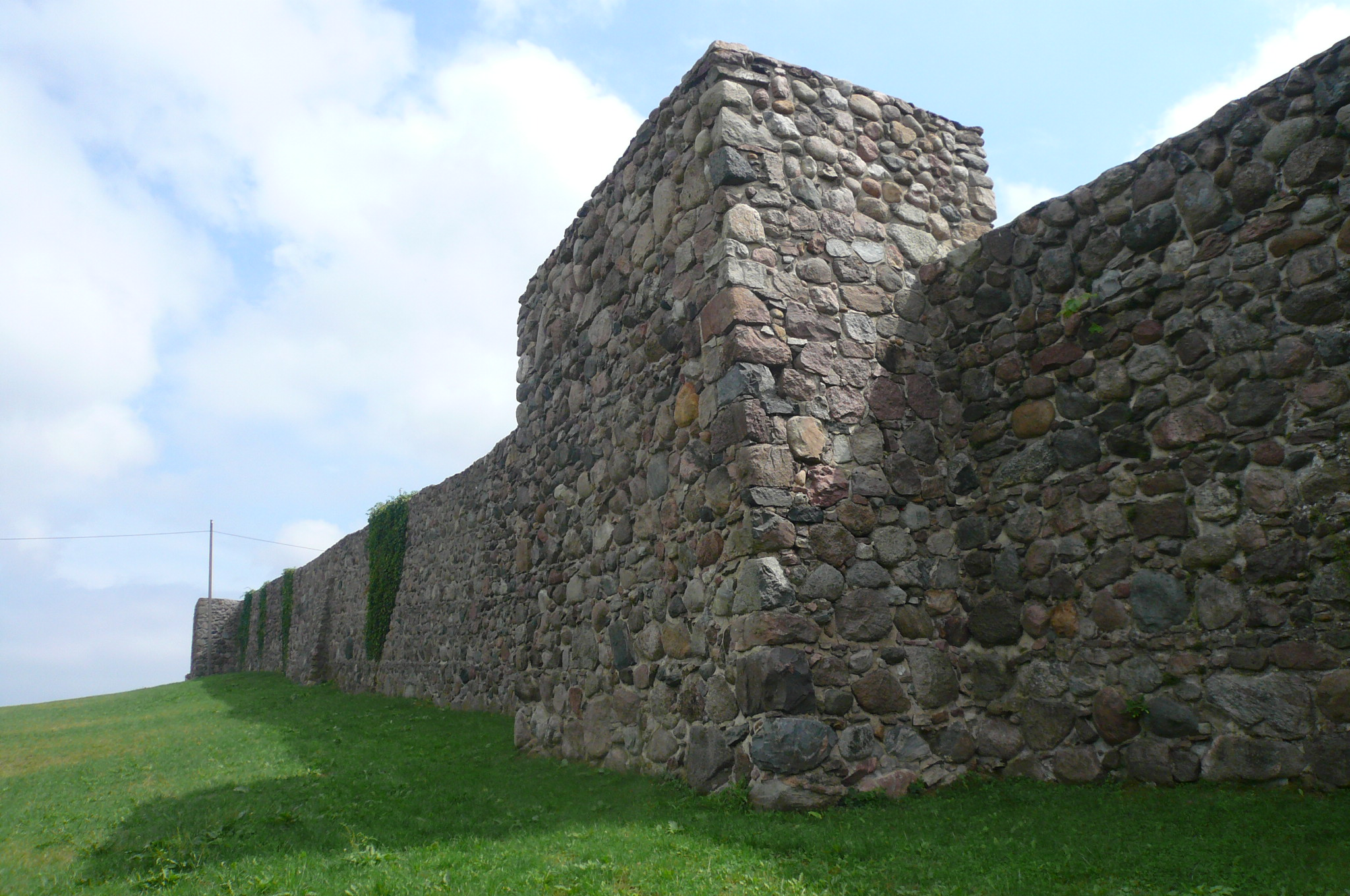
Městské opevnění

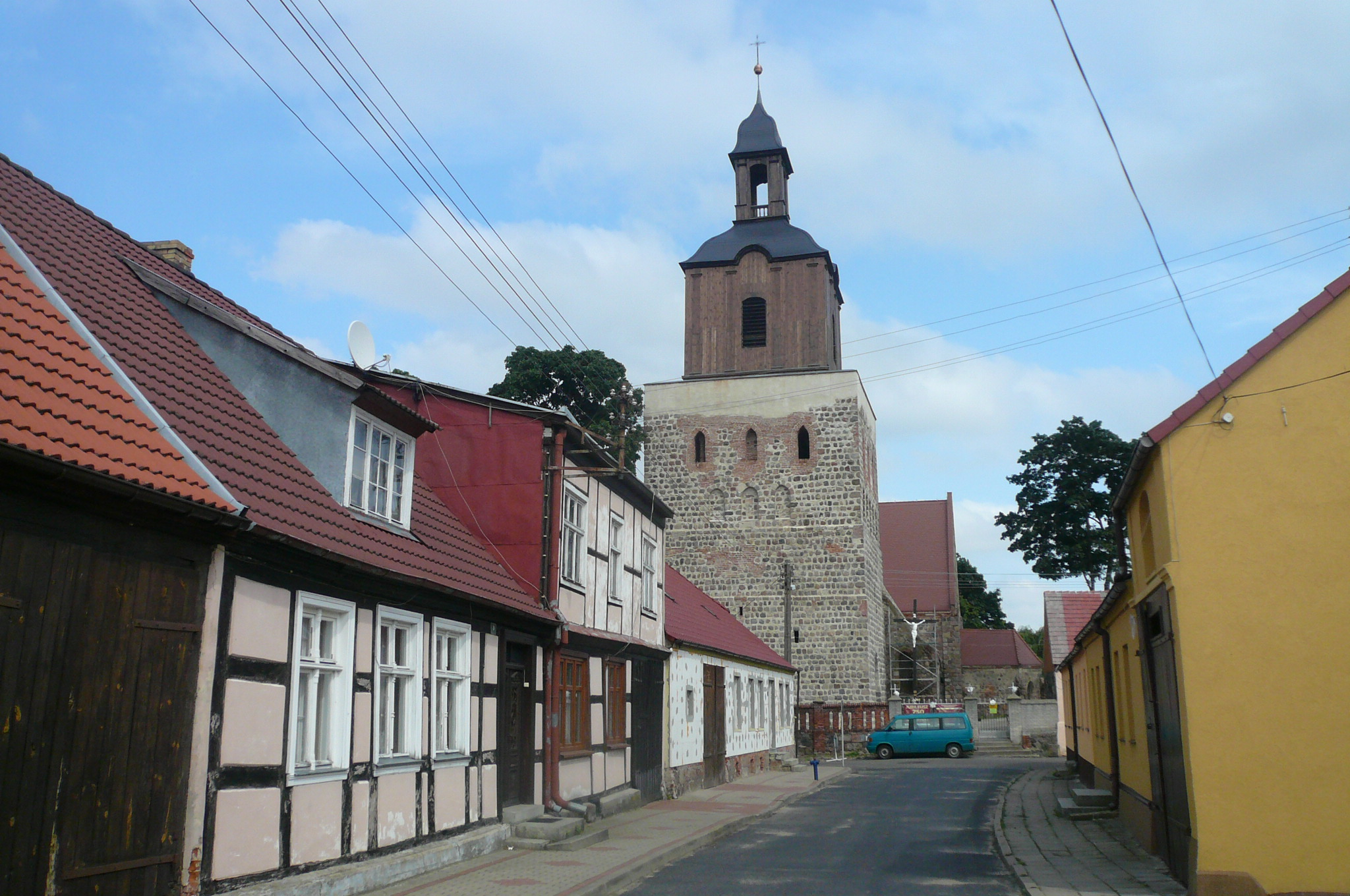
Hrázděné domy

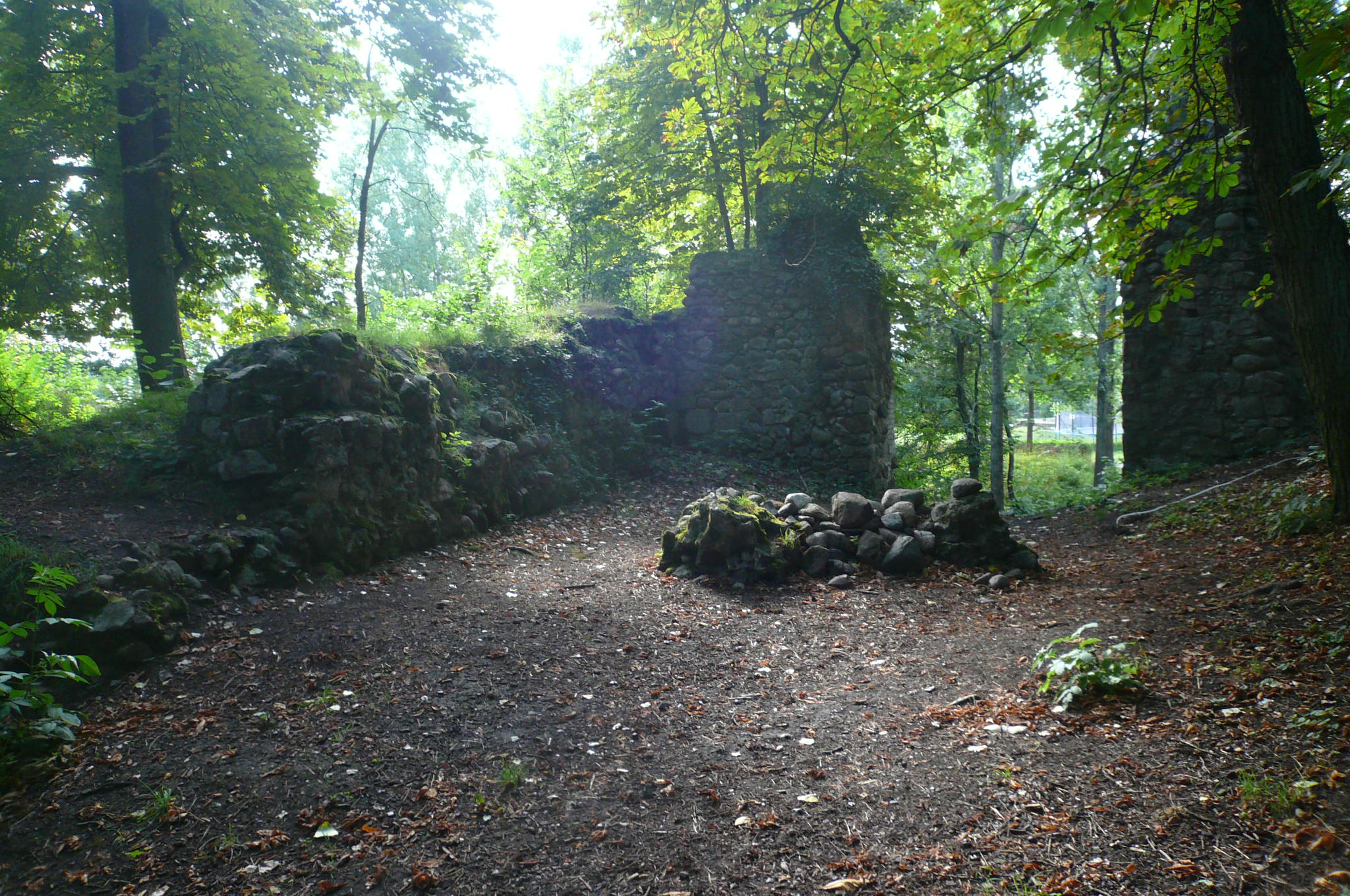
Zřícenina hradu

Okolí města bylo osídlené již v raném středověku slovanským obyvatelstvem. Ve dvanáctém století, kdy oblast patřila do Pomořanského vévodství, byla na návrší nad jezerem Morzycko založena osada v místech, kde se zachovala zřícenina hradu. Vlastní tvrz vznikla až ve třináctém století, kdy se o Moryńi objevuje první písemná zmínka v listině vydané knížetem Barnimem I. Ve druhé polovině třináctého století byla oblast obsazena Braniborskem, které ji připojilo k Nové marce.
Není jisté, kdy byla Moryń povýšena na město, ale stalo se to před rokem 1307. Město se potom začalo rychle rozvíjet. Bylo postaveno městské opevnění, rozšířen kostel a otevřen špitál. Od roku 1350 město spravovala městská rada a o deset let později získalo soudní právo. Na poloostrově se začal stavět hrad, jehož posádku tvořilo sedm rytířů s tituly purkrabích. Ještě ve čtrnáctém století ho dobylo pomořanské vojsko a hrad již nebyl obnoven.
V letech 1402–1454 město patřilo řádu německých rytířů a v roce 1433 ho vyplenili husité. Ve druhé polovině patnáctého století město získali soukromí vlastníci. V šestnáctém století to byla rodina Schönebecků z Gądnie. V sedmnáctém století město postihly události třicetileté války a tři požáry (v letech 1637, 1640 a 1688). Počet obyvatel poklesl, takže v roce 1719 zde žilo jen 124 obyvatel. Situace se zlepšila až v průběhu osmnáctého století, kdy měšťané obchodovali s jezerními rybami a ve městě fungoval pivovar, lékárna a bylo obnoveno zařízení kostela.
Na počátku devatenáctého století se město vymanilo z poddanství a stalo se střediskem vlastního zemědělské zázemí (kromě dvou panství v Gądně a Novém Dvoře mu patřily čtyři zemědělské dvory). V roce 1877 byla otevřena železniční trať ze Štětína do Kostrzyna se stanicí v nedalekém Przyjezierze. Dobré dopravní spojení umožnilo rozvoj rekreace a turistiky. Před druhou světovou válkou ve městě žilo 1 227 obyvatel. Byla zde pošta, základní škola, lékárna, zubař, dva hostince, dvě pekárny, lihovar, dva mlýny (z toho jeden větrný). Lékařskou péči vykonávali dva lékaři, zdravotní sestra a porodní asistentka.
Na konci druhé světové války město 3. února 1945 město obsadila Rudá armáda. Válečné škody byly malé. Pováleční polští osadníci přicházeli z východního pohraničí, Malopolska a Velkopolska.
V září roku 2008 byla odhalena fontána Velkého raka, která odkazuje na tradici místní pověsti o tvorovi žijícím v okolí jezera. O rok později byl otevřen geopark s venkovní expozicí modelů živočichů doby ledové.

## Obyvatelstvo
|           | 1801 | 1850  | 1900  | 1939  | 1955  | 1987  | 2000  | 2005  |
| --------- | ---- | ----- | ----- | ----- | ----- | ----- | ----- | ----- |
| Obyvatelé | 393  | 1 427 | 1 261 | 1 230 | 1 800 | 1 416 | 1 586 | 1 576 |

## Místní správa
Město je správním centrem městsko-vesnické gminy Moryń, do které patří vesnice Bielin, Dolsko, Gądno, Klępicz, Mirowo, Nowe Objezierze, Przyjezierze, Stare Objezierze a Witnica.

## Školství
Ve městě funguje mateřská škola a základní škola Mieczyslawa Majchrzaka a Veřejné gymnázium Jana Pavla II.

## Pamětihodnosti
- Románský kostel svatého Ducha ze třináctého století je postavený ze žulových kamenů na půdorysu ve tvaru kříže. V patnáctém století k němu byla přistavěna volně stojící věž s lucernou z roku 1756. Neobvyklý oltář tvořený blokem žuly je starší než kostel a pochází ze dvanáctého století. Kromě něj se uvnitř nachází barokní kazatelna z roku 1711 a fragmenty gotických nástěnných maleb z patnáctého století.
- Městské hradby ze žuly a kamenů nasbíraných na polích byly postaveny na počátku patnáctého století. Vytvářejí kolem města kruh o průměru asi tři sta metrů. Původně je zesilovalo 28 čtverhranných bašt a věžové brány.
- Obytné domy z osmnáctého a devatenáctého století
- Budova bývalé restaurace Pod Velkým rakem z doby po druhé světové válce, jejíž fasádu zdobí řezby vodních organismů a lidských postav
- Zřícenina moryńského hradu ze čtrnáctého století na poloostrově Zamczysko nedaleko města